# Wimbledon Championships 1965
Die 79. Auflage der Wimbledon Championships fand 1965 auf dem Gelände des All England Lawn Tennis and Croquet Club an der Church Road statt.

## Herreneinzel
Roy Emerson verteidigte seinen Titel. In einer Neuauflage des Vorjahres-Finals schlug er seinen Landsmann Fred Stolle in drei Sätzen.

## Dameneinzel
Im Damenendspiel standen sich erneut Maria Bueno und Margaret Smith gegenüber. In diesem Jahr konnte sich Smith in zwei Sätzen durchsetzen.

## Herrendoppel
Die Australier John Newcombe und Tony Roche sicherten sich den Titel im Herrendoppel.

## Damendoppel
Das Damendoppel konnten Maria Bueno und Billie Jean King für sich entscheiden.

## Mixed
Im Mixed waren Margaret Smith und Ken Fletcher erfolgreich.

## Quelle
- J. Barrett: Wimbledon: The Official History of the Championships. Harper Collins Publishers, London 2001, ISBN 0-00-711707-8.